# Bury Me Not on the Lone Prairie

Bury Me Not on the Lone Prairie (« Ne m'enterrez pas dans la prairie solitaire » en français) est une chanson traditionnelle de cow-boy. Aussi connue sous le nom de The Cow-boy Lament (« La Lamentation du cow-boy »), The Dying Cow-boy (« Le Cow-boy mourant »), cette chanson est la plus célèbre des ballades de cow-boy,. Basée sur une chanson de marin, Bury Me Not on the Lone Prairie a été enregistrée par beaucoup d'artistes, comme Moe Bandy (en), Johnny Cash, Burl Ives, Tex Ritter, Roy Rogers et William Elliott Whitmore (en). Elle a également été traduite en français par Graeme Allwright.

## Histoire
Cette ballade est une adaptation d'un chant de marins appelée The Sailor's Grave (« La Tombe du marin ») ou The Ocean-Burial (« L'Enterrement-Océan ») qui commence par la phrase « Oh bury me not on the deep, deep sea. »,,(« Ne m'enterrez pas dans la profonde, profonde mer. »)

## Contexte
La chanson évoque la requête plaintive d'un homme ne voulant pas être enterré dans la prairie, dans un endroit reculé et loin de ses proches. Seulement, en dépit de sa requête, il fut enterré dans cette prairie. Comme beaucoup d'autres chansons traditionnelles, celle-ci possède plusieurs versions qui s'inspirent du thème de base. 

## Paroles
Ces paroles, qui dateraient du début des années 1800, sont d'un auteur inconnu.
« O bury me not on the lone prairie.

These words came low and mournfully

From the pallid lips of the youth who lay

On his dying bed at the close of day.

He had wasted and pined 'til o'er his brow

Death's shades were slowly gathering now

He thought of home and loved ones nigh,

As the cowboys gathered to see him die.

O bury me not on the lone prairie

Where coyotes howl and the wind blows free

In a narrow grave just six by three—

O bury me not on the lone prairie

It matters not, I've been told,

Where the body lies when the heart grows cold

Yet grant, o grant, this wish to me

O bury me not on the lone prairie.

I've always wished to be laid when I died

In a little churchyard on the green hillside

By my father's grave, there let me be,

O bury me not on the lone prairie.

I wish to lie where a mother's prayer

And a sister's tear will mingle there.

Where friends can come and weep o'er me.

O bury me not on the lone prairie.

For there's another whose tears will shed.

For the one who lies in a prairie bed.

It breaks me heart to think of her now,

She has curled these locks, she has kissed this brow.

O bury me not... And his voice failed there.

But they took no heed to his dying prayer.

In a narrow grave, just six by three

They buried him there on the lone prairie.

And the cowboys now as they roam the plain,

For they marked the spot where his bones were lain,

Fling a handful o' roses o'er his grave

With a prayer to God his soul to save. »

## Versions alternatives
- Une version publiée en 1912 par la Southern Pacific Company omet le dernier couplet, et conclut par :

« O bury me not on the lone prairie

Where the wild coyote will howl o'er me

Where the rattlesnakes hiss and the wind blows free

O bury me not on the lone prairie. »
- Une autre prétend que le narrateur serait un Trappeur sur le point de mourir[8],[5].

- Une troisième version a été enregistrée par William Elliott Whitmore (en) pour le jeu vidéo Red Dead Redemption dont l'histoire se passe aux États-Unis, ainsi qu'au Mexique, au début du XXe siècle. Voici les paroles :

« Oh bury me not on the lone prairie.

Where the coyotes wail and the wind blows free.

And when I die, don't bury me

beneath the western sky, on the lone prairie.

Oh bury me not on the lone prairie.

This words came soft and painfully

from the pallid lips of a youth who lay

on his dyin' bed, at the break of day.

But we buried him there, on the lone prairie

where the rattle snakes hiss and the wind blows free.

In a shallow grave, no one to grieve

beneath the western sky, on the lone prairie.

Oh bury me not on the lone prairie.

This words came soft and painfully

from the pallid lips of a youth who lay

on his dyin' bed, at the break of day.

On his dyin' bed, at the break of day. »

## Enregistrements
- Charlie Zahm (en) l'enregistra dans son album de 2003 Songs for When the Sun Goes Down (en).
- William Elliott Whitmore (en) l'enregistra pour le jeu à succès de Rockstar Games, Red Dead Redemption.
- Billy Zane, dans le rôle du milliardaire John Justice Wheeler, chante un couplet alternatif inédit à Audrey Horne pour lui manifester son amour à travers la beauté de la nature dans la série Mystères à Twin Peaks (saison 2).